# Catocastro
A Catocastro egy olaszországi folyó. A Calabriai-Appenninekből ered, átszeli Cosenza megyét, majd Amantea városa mellett a Santa Eufemia-öbölbe torkollik.